# Estación de Sollana
Sollana es una estación de ferrocarril situada en el municipio español homónimo en la provincia de Valencia, Comunidad Valenciana. Tiene parada de trenes de la línea C-1 de Cercanías Valencia.

## Situación ferroviaria
Se encuentra en la línea férrea de ancho ibérico que une Silla con Gandía, pk 9,7 a 5,55 metros de altitud.

## Historia
La estación tiene su origen en una línea de ancho métrico entre Silla y Cullera que se inauguró el 19 de agosto de 1878 por parte de la Compañía del Ferrocarril Económico de Silla a Cullera. En 1923, la línea fue vendida a Norte que aprovechó la adquisición para cambiar el ancho de vía y convertir el trazado a ancho ibérico. En 1941, tras la nacionalización del ferrocarril en España la estación pasó a ser gestionada por la recién creada RENFE.
Desde el 31 de diciembre de 2004 Adif es la titular de las instalaciones ferroviarias.

## Servicios ferroviarios

### Cercanías
Los trenes de cercanías de la línea C-1 se detienen en la estación. 
| procedencia/destino | < estación | Línea | estación > | destino/procedencia             |
| ------------------- | ---------- | ----- | ---------- | ------------------------------- |
| Valencia-Norte      | El Romaní  |       | Sueca      | Gandía / Playa y Grao de Gandía |